# Frequentieanalyse (cryptoanalyse)

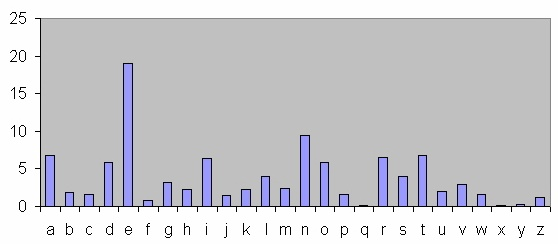
Voorbeeld van een frequentieanalyse

Frequentieanalyse is in cryptoanalyse het onderzoek naar de frequentie van letters of groepen van letters van een versleutelde tekst, dus van een cijfertekst. Frequentieanalyse wordt gebruikt als hulpmiddel voor het breken van methoden voor encryptie, die in de cryptografie worden gebruikt.
Frequentieanalyse is gebaseerd op het feit dat letters of lettercombinaties binnen iedere geschreven taal in een min of meer bekende frequentie vóórkomen. Frequentieanalyse vereist een basiskennis van de karakteristieken van een bepaalde taal, zo komen in het Nederlands de e, n en a het meeste voor. De meest voorkomende letters in bijvoorbeeld het Frans zijn e, a, i, s en t en in het Duits e, n, i, r en s.
Als men de letterfrequenties van een cijfertekst vergelijkt met de normale waarden en ziet dat bijvoorbeeld de X, P en T het meeste voorkomen, kan men veronderstellen dat X staat voor e, P voor n en T voor a. Hoe meer letters men zo kan vinden, hoe gemakkelijker de ontbrekende letters in de tekst bijeen gepuzzeld kunnen worden. Om via frequentieanalyse een bepaalde versleutelde tekst te kunnen breken, moet er dus wel voldoende cijfertekst aanwezig zijn.
Onder cryptoanalisten geldt een monoalfabetische substitutie als eenvoudig.

## Voorbeeld
Een cijfertekst luidt: 
```
NMBCPZNCJ MVVP BC GPCHSCMRDC TVM KCRRCPQ NG EPNCOCM TVM KCRRCPQ TVM CCM TCPQKCSRCKBC RCJQR
```

Hoofdletters zijn cijfertekst, kleine letters zijn klare tekst.
De letter C komt in deze tekst opvallend vaak voor. Andere veel voorkomende letters zijn M en R. Aangenomen dat de taal Nederlands is, ligt het voor de hand dat de C een e moet zijn. De M of R is dan wellicht een n. CCM bevestigt dat: daar staat ongetwijfeld een. Het woord TVM komt drie keer voor en we weten al dat het op een n eindigt, maar niet op en. Het zou het woord van kunnen zijn. Er is nu al veel bekend:
```
NnBePZNeJ naaP Be GPeHSenRDe van KeRRePQ NG EPNeOen van KeRRePQ van een vePQKeSReKBe ReJQR
```

Uit het woord naaP blijkt dat de P een r moet zijn, een m zou ook nog kunnen. Het woord Be doet vermoeden dat de B een d is, al zou een t of j ook kunnen. Dit resulteert in:
```
NnderZNeJ naar de GreHSenRDe van KeRRerQ NG ErNeOen van KeRRerQ van een verQKeSReKde ReJQR
```

Het invullen van de rest is nu niet zo moeilijk meer.